# Натер, Стефан
Стефан Натер (фр. Stéphane Nater; род. 20 января 1984[…], Труа) — тунисский футболист, полузащитник клуба «Бальцерс».

## Карьера
Стефан начал профессиональную карьеру в швейцарском футбольном клубе «Санкт-Галлен», в 2002 году. Позже перешёл в лихтенштейнский ФК «Вадуц».
После возвращения из Лихтенштейна играл в низших лигах Швейцарии, вплоть до своего перехода в тунисский «Клуб Африкен», в 2014 году. Тогда-же получил гражданство этой страны, и дебютировал за национальную сборную. В 2016 году перешёл в ФК «Этуаль дю Сахель». За один год в клубе провёл 12 матчей и забил 3 мяча.
В 2017 году вернулся в Швейцарию, подписав контракт с футбольным клубом «Рапперсвиль-Йона», выступающий в Челлендж-лиге.